# Bo Lundgren (musikforskare)
Bo Lundgren, född den 10 november 1914 i Uppsala, död den 12 juli 2005 på Lidingö, var en svensk bibliotekarie och musikforskare. 

## Biografi
Lundgren blev fil. lic. 1945 vid Uppsala universitet och verkade sedan vid Kungliga biblioteket, Lunds universitetsbibliotek, Umeå universitetsbibliotek samt sedan som överbibliotekarie vid Kungliga Musikaliska Akademiens bibliotek 1965–1979.
Hans forskning har främst ägnats musik under svensk stormaktstid, Dübensamlingen och tonsättaren Christian Geist. Lundgren var medarbetare i Svenskt biografiskt lexikon, Svensk uppslagsbok (2:a uppl.), Sohlmans musiklexikon (1:a och 2:a uppl.) samt Die Musik in Geschichte und Gegenwart.
Han blev ledamot av Kungliga Musikaliska Akademien (nr 730) den 28 februari 1967. 
Bo Lundgren är far till Bo Richard Lundgren och Hans Lundgren.